# John Skelton (poeta)
John Skelton (1460 circa – 21 giugno 1529) è stato un poeta inglese.

## Biografia
John Skelton è il poeta più originale del periodo. Profondo conoscitore della lingua latina e del mondo classico (dice di lui Erasmo: unum Britannicarum literarum lumen ac decus), Skelton frequentò gli ambienti universitari di Oxford e di Cambridge, nonché la corte di Enrico VIII, del quale fu tutore per un certo periodo; venne insignito dell'importante titolo onorifico di Poet Laureate per i suoi componimenti in latino.
La sua avversione per la rozzezza e la chiusura della lingua inglese quattrocentesca fu anche il suo limite maggiore. Scrive satire contro la vita di corte, le nuove mode del pensiero, la religione e i comportamenti sociali.
Tuttavia scrisse anche in inglese, componendo delle celebri satire contro i vizi della corte e l'eccessivo potere e l'opulenza del cardinale Thomas Wolsey, a cui è indirizzata una delle più conosciute: Speak Parrot.  Nel Novecento le satire skeltoniane piaceranno a Wystan Hugh Auden, che apprezzerà la modernità stilistica e ritmica dei suoi versi, brevi e ricchi di irregolarità.
Dopo la sua morte, i suoi successori non seppero come interpretarlo. Non diede vita a una nuova scuola di poeti, perciò la sua tecnica lirica rimase perlopiù a sé stante. Dal punto di vista dei contenuti, non era chiaro se i suoi testi fossero adatti alla linea di pensiero della Riforma Inglese. Le sue satire dedicate ai cardinali cattolici lo rendevano un candidato ideale, ma il tutto era condito di giochi di parole volgari e tematiche talvolta frivole.

## Opere
Le sue opere migliori sono The Bowge of Court e Speak, Parrot. Nella prima dà voce all'angoscia che opprime l'esistenza di chi vive a corte, un ambiente pericoloso e molto competitivo: il protagonista dell'opera si chiama Dread, "paura".
In Colin Cloute e Why Come Ye Not to Court utilizza un metro particolare, con versi brevi e caratterizzati da due accenti, che presero il nome di skeltonics.